# Eutrachelophis bassleri
Eutrachelophis bassleri — вид змій родини полозових (Colubridae). Мешкає в Південній Америці. Описаний у 2014 році.

## Поширення і екологія
Eutrachelophis bassleri мешкають на сході Еквадору і Перу. Вони живуть у вологих тропічних лісах Амазонії.